# Lijst van programma's van Animal Planet
Dit is een lijst van Nederlandse programma's die werden of worden uitgezonden door de televisiezender Animal Planet.
De jaartallen geven aan wanneer het programma bij Animal Planet te zien was/is. Verder zijn belangrijke mensen bij de programma's genoemd. Dit kunnen stemacteurs, acteurs, presentatoren of vaste medewerkers zijn.

## A
| Programma                   | jaartal(len)                 | presentatie/ vaste medewerkers/ acteurs        |
| --------------------------- | ---------------------------- | ---------------------------------------------- |
| Adoption Tales              |                              |                                                |
| After the Attack            | 2008-heden                   | Dave Salmoni                                   |
| The A-List                  | 2007-heden                   | Vic Cohen                                      |
| Amazing Animal Videos       | 2001-2002                    | Aileen Avery                                   |
| Animal Armageddon           | Februari 2009-september 2009 | Michael Carroll                                |
| Animal Battlegrounds        |                              |                                                |
| Animal Cops: Detroit        | 2002-2006                    | vijf dierenpolitieagenten                      |
| Animal Cops: Houston        | 2003-heden                   | Jim Boller, Max Mixson en andere               |
| Animal Cops: Miami          | 2010-heden                   | Meerdere dierenpolitieagenten                  |
| Animal Cops: Phoenix        | 2008-heden                   | Meerdere dierenpolitieagenten                  |
| Animal Cops: San Francisco  | 2005-heden                   | Vicky Guldbech, Charmion Forrester en andere   |
| Animal Cops: South Africa   | 2008-heden                   | Meerdere dierenpolitieagenten                  |
| Animal Crackers             |                              | Craig Walsh, Marjorie Walsh en Naomi Westerman |
| Animal Face-Off             | ?-2004                       |                                                |
| Animal Icons                | 2004-heden                   | Heather Joseph-Witham                          |
| Animal Miracles             | 2001-heden                   | Alan Thicke                                    |
| Animal Planet Report        | 2006-2007                    | Michelle Beadle                                |
| Animal Planet Zooventure    | 1997-2000                    | J. D. Roth                                     |
| Animal Precinct             | 2001-2008                    | Meerdere dierenpolitieagenten                  |
| Animal Witness              | 2001-heden                   | Alan Thicke                                    |
| Animal X                    | 1997-2002                    |                                                |
| Animals Guide to Survival   | 2010-heden                   |                                                |
| The Ape Crusaders           |                              |                                                |
| Austin Stevens: Snakemaster | 2003-heden                   | Austin Stevens                                 |

## B
| Programma                              | jaartal(len)                | presentatie/ vaste medewerkers/ acteurs                                             |
| -------------------------------------- | --------------------------- | ----------------------------------------------------------------------------------- |
| Baby Planet                            |                             |                                                                                     |
| Backyard Habitat                       | 2005-heden                  | Molly Pesce en David Mizejewski                                                     |
| Bad Dog                                |                             |                                                                                     |
| Barking Mad                            | 1999-?                      | Mark Evans en Philippa Forrester                                                    |
| Bearman: The Man Who Walked with Bears |                             | Charlie Vandergaw                                                                   |
| Bears!                                 |                             |                                                                                     |
| Beverly Hills Groomer                  |                             | Artist Knox                                                                         |
| Big Cat Diary                          | 1996-2008                   | Jonathan Scott, Simon King, Jackson Looseyia, Kate Silverton, Saba Douglas-Hamilton |
| Blood Dolphins                         |                             | Ric O'Barry                                                                         |
| Born Different                         |                             |                                                                                     |
| The Blue Planet                        | September 2001-oktober 2001 | David Attenborough                                                                  |
| Breed All About It                     | ?-2010                      | Cam Brainard                                                                        |
| Buggin' with Ruud                      |                             | Ruud Kleinpaste                                                                     |

## C
| Programma                    | jaartal(len)         | presentatie/ vaste medewerkers/ acteurs                    |
| ---------------------------- | -------------------- | ---------------------------------------------------------- |
| Call of the Wild             | Maart 2000-juni 2000 | Shane Meier, Nick Mancuso, Rachel Hayward, Kathleen Duborg |
| Cats 101                     | 2008-heden           | Steeds wisselende mensen                                   |
| Cats of Claw Hill            | 2010-heden           | Tamsin Greig                                               |
| Caught in the Moment         | 2006                 | Tristan Bayer en Vanessa Garnick                           |
| Cell Dogs                    |                      |                                                            |
| Champions of the Wild        |                      |                                                            |
| Chasing Nature               |                      | Kamal Sidhu                                                |
| Cheetah Kingdom              |                      | Dave Houghton                                              |
| Comedians Unleashed          |                      |                                                            |
| Confessions: Animal Hoarding |                      |                                                            |
| Corwin's Quest               | 2005                 | Jeff Corwin                                                |
| Crime Scene Wild             |                      | Steve Galster                                              |
| Croc Files                   | 1999-2001            | Steve Irwin, Terri Irwin                                   |
| The Crocodile Hunter         | 1997-2004            | Steve Irwin, Terri Irwin                                   |
| The Crocodile Hunter Diaries | 2002-2004            | Steve Irwin, Terri Irwin                                   |

## D
| Programma                    | jaartal(len)           | presentatie/ vaste medewerkers/ acteurs   |
| ---------------------------- | ---------------------- | ----------------------------------------- |
| Dark Days in Monkey City     | Februari 2009-mei 2009 | John Rhys-Davies                          |
| Deadly Waters                |                        | Les Stroud                                |
| Divine Canine                | 2007                   |                                           |
| Dog Days                     | 2002                   | Danielle Flora                            |
| Dogs 101                     | 2008-heden             |                                           |
| Dogs vs. Cats                |                        |                                           |
| Dragons: A Fantasy Made Real | 2004                   | Paul Hilton, Katrine Bach, Aiden Woodward |

## E
| Programma              | jaartal(len) | presentatie/ vaste medewerkers/ acteurs                         |
| ---------------------- | ------------ | --------------------------------------------------------------- |
| Eaten Alive            |              |                                                                 |
| Ella: A Meerkat's Tale |              |                                                                 |
| Emergency Vets         | 1998-2002    |                                                                 |
| Escape to Chimp Eden   | 2008-heden   | Eugene Cussons                                                  |
| E-Vet Interns          | 2007         | Dierenartsen van het Alameda East Veterinary Hospital, Colorado |
| Extraordinary Dogs     |              |                                                                 |

## F
| Programma          | jaartal(len) | presentatie/ vaste medewerkers/ acteurs |
| ------------------ | ------------ | --------------------------------------- |
| Faithful Friends   | 2008         | Race Foster en Marty Smith              |
| Fatal Attractions  | 2010         |                                         |
| Fooled By Nature   |              |                                         |
| The Future Is Wild | 2003-2004    |                                         |

## G
| Programma                       | jaartal(len) | presentatie/ vaste medewerkers/ acteurs                               |
| ------------------------------- | ------------ | --------------------------------------------------------------------- |
| Get Out There!                  | 2005         |                                                                       |
| Giant Monsters with Jeff Corwin |              | Jeff Corwin                                                           |
| Going Ape                       | 2008         | Rachel Hogan, Avi Sivan, Talilah, Babs the Vet                        |
| Good Dog U                      | 1999         | Joel Silverman en Jay Stutz                                           |
| Gorilla School                  |              | Meerdere wetenschappers en parkwachters van Howletts Wild Animal Park |
| Great Savannah Race             |              |                                                                       |
| Great White Appetite            |              | Charles Ingram en meerdere haaiendeskundigen                          |
| Grizzly Man                     | 2005         | Timothy Treadwell                                                     |
| Grizzly Man Diaries             |              | Timothy Treadwell                                                     |
| Groomer Has It                  | 2008-2009    | Jai Rodriguez                                                         |
| Growing Up...                   |              |                                                                       |

## H
| Programma          | jaartal(len) | presentatie/ vaste medewerkers/ acteurs |
| ------------------ | ------------ | --------------------------------------- |
| The Haunted        | 2009-heden   |                                         |
| Hogs Gone Wild     | ?-heden      |                                         |
| Horsepower         |              |                                         |
| Housecat Housecall | 2008-2010    | Katrina Warren                          |
| Human Prey         | 2010-heden   |                                         |

## I
| Programma              | jaartal(len) | presentatie/ vaste medewerkers/ acteurs |
| ---------------------- | ------------ | --------------------------------------- |
| I Shouldn't Be Alive   | 2010-heden   | Qarie Marshall en Eric Meyers           |
| I'm Alive              | 2009-heden   |                                         |
| I Was Bitten           |              |                                         |
| Infested               |              |                                         |
| I, predator            |              |                                         |
| In the Dog House       | 2007-heden   | Brad Pattison                           |
| Into the Dragon's Lair | 2010-heden   | Didier Noirot en Roger Horrocks         |
| Into the Lion's Den    |              | Dave Salmoni                            |
| Into the Pride         |              | Dave Salmoni                            |
| It's a Vet's Life      |              |                                         |
| It's Me or the Dog     | 2005-heden   | Victoria Stilwell                       |

## J
| Programma                   | jaartal(len)               | presentatie/ vaste medewerkers/ acteurs |
| --------------------------- | -------------------------- | --------------------------------------- |
| The Jeff Corwin Experience  | 2001-heden                 | Jeff Corwin                             |
| Jockeys                     | Februari 2009-oktober 2009 | Trevor Denman                           |
| Judge Wapner's Animal Court | 1998-2000                  | Joseph Wapner                           |

## K
| Programma              | jaartal(len) | presentatie/ vaste medewerkers/ acteurs |
| ---------------------- | ------------ | --------------------------------------- |
| K9 Cops                |              |                                         |
| K9 Karma               |              | Kari Harendorf                          |
| K-9 to 5               | 2001-2006    |                                         |
| Karina: Wild On Safari |              | Karina Holmes en Craig Van Zyl          |
| The Keepers            |              |                                         |
| Killer Elephant        |              |                                         |
| Killer Jellyfish       |              |                                         |
| Killer Squid           |              |                                         |
| Killer Outbreaks       |              |                                         |
| King of the Jungle     | 2003-2004    | Jeff Corwin                             |

## L
| Programma                 | jaartal(len)               | presentatie/ vaste medewerkers/ acteurs              |
| ------------------------- | -------------------------- | ---------------------------------------------------- |
| L.A. Taskforce            | 2011-heden                 | Meerdere vrouwelijke dierenbeschermers               |
| Lassie                    | 1997-1999                  | Corey Sevier, Susan Almgren, Tim Post, Walter Massey |
| Last Chance Highway       |                            | Shelly Bookwalter, Kyle Peterson                     |
| League Of Monkeys         | 2007-heden                 | Het Franse echtepaar Guillaume en Sophie de Turkheim |
| Lemur Street              | 2007-heden                 | Martin Shaw                                          |
| Life                      | Oktober 2009-december 2009 | Oprah Winfrey en David Attenborough                  |
| The Little Zoo That Could | 2006                       | Patti Hall                                           |
| Living with Tigers        | 2003                       | John Varty                                           |
| Lost Tapes                | 2008-heden                 |                                                      |

## M
| Programma                      | jaartal(len) | presentatie/ vaste medewerkers/ acteurs |
| ------------------------------ | ------------ | --------------------------------------- |
| Madman of the Sea              |              |                                         |
| Maneaters                      |              |                                         |
| Massive Nature                 |              |                                         |
| Meerkat Manor                  | 2005-2008    | Bill Nighy                              |
| Miami Animal Police            | 2004-2010    | Meerdere dierenpolitieagenten           |
| Michaela's Animal Road Trip    | ?-heden      | Michaela Strachan                       |
| Monkey Business                | 1997-heden   | Jim Cronin en Alison Ames               |
| Monsters Inside Me             | 2009-heden   |                                         |
| Monsters We Met                |              | Ian Holm                                |
| The Most Extreme               | 2002-heden   |                                         |
| Ms. Adventure                  | 2007         | Rachel Reenstra                         |
| Must Love Cats                 | 2011-heden   | John Fulton                             |
| Mutant Planet                  | 2002-heden   |                                         |
| Mutual of Omaha's Wild Kingdom | 2002-heden   |                                         |
| My Cat From Hell               |              | Jackson Galaxy                          |

## N
| Programma                    | jaartal(len)             | presentatie/ vaste medewerkers/ acteurs |
| ---------------------------- | ------------------------ | --------------------------------------- |
| Nature's Most Amazing Events | Februari 2009-maart 2009 | David Attenborough                      |
| Nature's Vampires            |                          |                                         |
| Natural World                |                          | Verschillende personen                  |
| Night                        |                          |                                         |

## O
| Programma              | jaartal(len) | presentatie/ vaste medewerkers/ acteurs |
| ---------------------- | ------------ | --------------------------------------- |
| O'Shea's Big Adventure |              |                                         |
| Ocean's Deadliest      | 2007         | Philippe Cousteau, Jr. en Steve Irwin   |
| Orangutan Island       | 2007-2009    |                                         |

## P
| Programma                            | jaartal(len)             | presentatie/ vaste medewerkers/ acteurs              |
| ------------------------------------ | ------------------------ | ---------------------------------------------------- |
| The Pack                             |                          | Krupakar Senani                                      |
| Panda Adventures with Nigel Marven   |                          | Nigel Marven                                         |
| People Traps                         |                          |                                                      |
| Pet Project                          |                          |                                                      |
| The Pet Psychic                      | 2002                     | Sonya Fitzpatrick                                    |
| Pet Star                             | 2002-heden               | Mario Lopez                                          |
| A Pet Story                          |                          |                                                      |
| Petfinder                            |                          |                                                      |
| Petsburgh USA                        | 1998                     | Brianne Leary                                        |
| Pit Boss                             | 2010-heden               | Shorty Rossi                                         |
| Pit Bulls and Parolees               | 2009-heden               | Tia Maria Torres                                     |
| The Planet's Best Animal Commercials |                          |                                                      |
| The Planet’s Funniest Animals        | 1999-heden               | Matt Gallant, Keegan-Michael Key                     |
| Planet Earth                         | Maart 2006-december 2006 | David Attenborough, Sigourney Weaver                 |
| Predator Bay                         |                          |                                                      |
| Predator's Prey                      |                          |                                                      |
| Prehistoric Park                     | 2006-heden               | Nigel Marven                                         |
| Profiles of Nature                   |                          |                                                      |
| Project Puppy                        |                          | Werknemers van de 'Dogs Trust' hondenopvangstichting |
| Puppy Bowl                           | 2005-heden               | Harry Kalas, Jeff Bordner                            |
| Puppy Games                          |                          |                                                      |

## Q
| Programma              | jaartal(len) | presentatie/ vaste medewerkers/ acteurs |
| ---------------------- | ------------ | --------------------------------------- |
| Queens Of The Savannah |              |                                         |

## R
| Programma            | jaartal(len) | presentatie/ vaste medewerkers/ acteurs |
| -------------------- | ------------ | --------------------------------------- |
| Raw Nature           |              |                                         |
| The Real Lost World  | 2006         | Hazel Barton, Dean Harrison en andere   |
| The Really Wild Show |              | Steve Backshall, Nick Baker en andere   |
| River Monsters       | 2009         | Jeremy Wade                             |
| Rogue Nature         | 2007-heden   | Dave Salmoni                            |

## S
| Programma              | jaartal(len)               | presentatie/ vaste medewerkers/ acteurs |
| ---------------------- | -------------------------- | --------------------------------------- |
| Shark Family           |                            | Craig Ferreira                          |
| The Snake Buster       |                            | Bruce George                            |
| Snake Crusader         |                            | Bruce George                            |
| Speed Of Life          |                            |                                         |
| SSPCA: On the Wildside | 2011-heden                 | Medewerkers van de Schotse SPCA         |
| Sunrise Earth          | 2004-heden                 |                                         |
| SuperFetch             | Oktober 2009-december 2009 | Zak George                              |
| Swarm Chasers          |                            | Steve en Greg                           |

## T
| Programma                   | jaartal(len) | presentatie/ vaste medewerkers/ acteurs                                                     |
| --------------------------- | ------------ | ------------------------------------------------------------------------------------------- |
| Taking on Tyson             |              | Mike Tyson                                                                                  |
| Talk to the Animals         |              | Dr. Katrina Warren, Dr Harry Cooper, Sallianne Deckert en andere                            |
| Tanked                      | 2011-2018    | Wayde king, Brett Raymer, Heather King, Irwin Raymer, Robert Christlieb en Agnes Wilczynski |
| Tanked: Unfiltered          | 2012-2018    | Wayde king, Brett Raymer, Heather King, Irwin Raymer, Robert Christlieb en Agnes Wilczynski |
| That's My Baby              | 2001-2003    |                                                                                             |
| The Tiger Next Door         | 2009         |                                                                                             |
| Total Zoo                   | 2000         | Andy Chanley                                                                                |
| Too Cute! Kittens           |              |                                                                                             |
| Trek: Spy on the Wildebeest |              |                                                                                             |

## U
| Programma              | jaartal(len) | presentatie/ vaste medewerkers/ acteurs            |
| ---------------------- | ------------ | -------------------------------------------------- |
| Ultimate Zoo           |              |                                                    |
| Underdog to Wonderdog  | 2009-2010    | Ryan Smith, Ali McLennan, David Leon, Andrea Arden |
| Unearthed              | 2006         | Lyndal Davies                                      |
| Untamed & Uncut        | 2008-heden   | Bruce Nozick                                       |
| Up Close and Dangerous | ?-heden      |                                                    |

## V
| Programma    | jaartal(len) | presentatie/ vaste medewerkers/ acteurs              |
| ------------ | ------------ | ---------------------------------------------------- |
| Venom 911    |              |                                                      |
| Venom ER     | 2004         | Dokters van het Loma Linda University Medical Center |
| Venom Hunter | 2004         | Donald Schultz                                       |

## W
| Programma               | jaartal(len)       | presentatie/ vaste medewerkers/ acteurs |
| ----------------------- | ------------------ | --------------------------------------- |
| Walking with Dinosaurs  |                    | Kenneth Branagh                         |
| Weird Creatures         | 2011-heden         | Nick Baker                              |
| Weird, True & Freaky    | 2008               | Beau Weaver                             |
| Whale Wars              | 2008-heden         | Paul Watson                             |
| Wildest Africa          |                    |                                         |
| World's Deadliest Towns |                    |                                         |
| World Wild Vet          |                    | Luke Gamble                             |
| Who Gets the Dog?       | 2005               | Dorothea Coelho                         |
| Wild Pacific            | Mei 2009-juni 2009 | Benedict Cumberbatch, Mike Rowe         |
| Wild Recon              | 2010-heden         | Donald Schultz                          |
| Wild Rescues            | 1997-2002          |                                         |
| Wild Russia             | 2009               | Jason Hildebrandt                       |
| Wildlife Journal        |                    |                                         |
| Wildlife on One         |                    | David Attenborough                      |
| Wildlife SOS            | 1996-heden         | Simon Cowell, Steve Preston             |

## Y
| Programma                    | jaartal(len) | presentatie/ vaste medewerkers/ acteurs |
| ---------------------------- | ------------ | --------------------------------------- |
| A Year in Lions              |              |                                         |
| You Lie Like a Dog           | 2008         | Beau Weaver                             |
| Your Worst Animal Nightmares | 2009         |                                         |